# HMS C5
HMS C5 – brytyjski okręt podwodny typu C. Zbudowany w latach 1905–1906 w Vickers w Barrow-in-Furness. Okręt został wodowany 20 sierpnia 1906 roku i rozpoczął służbę w Royal Navy 21 stycznia 1907 roku. 
W 1914 roku C5 stacjonował w Sheerness przydzielony do Piątej Flotylli Okrętów Podwodnych (5th Submarine Flotilla) pod dowództwem Lt. George E. Jenkinsa. 
Okręt został sprzedany 31 października 1920 roku i zezłomowany na Malcie.